# Gerd U. Auffarth
Gerd Uwe Auffarth (* 28. Juli 1964 in Delmenhorst) ist ein deutscher Augenarzt und Lehrstuhlinhaber für Augenheilkunde an der Ruprecht-Karls-Universität Heidelberg sowie Direktor des David J. Apple Center for Vision Research in Heidelberg. Auffarths Spezialität in Klinik und Forschung sind die refraktive Chirurgie und die Kataraktchirurgie.

## Leben und Ausbildung
Gerd U. Auffarth wuchs in Delmenhorst und Remscheid auf und studierte Humanmedizin an der RWTH Aachen. Während des klinischen Studienabschnittes erhielt er ein Albert Schweitzer Stipendium und arbeitete drei Monate lang im von Albert Schweitzer gegründeten Urwaldhospital Lambaréné im zentralafrikanischen Gabun – eine ärztliche Tätigkeit, über die er später einen Bericht verfasste.
Nach der ärztlichen Approbation 1990 verbrachte Auffarth als Stipendiat der Max Kade Foundation in New York von 1992 bis 1994 einen Forschungsaufenthalt bei David J. Apple vom Center of Intraocular Lens Research an der Medical University of South Carolina – den Namen dieses Pioniers der Pathologie des Auges (vor allem unter der Auswirkungen der Implantation von Kunstlinsen) trägt heute das von Auffarth geleitete Forschungsinstitut. Nach Rückkehr aus den USA nahm Auffarth seine klinische und wissenschaftliche Tätigkeit an der Universitätsaugenklinik Heidelberg auf, wo er 1996 Facharzt für Augenheilkunde wurde und sich 1999 habilitierte.

## Wissenschaftliches und ärztliches Werk
Gerd U. Auffarth wurde im April 2011 zum Direktor der Universitätsaugenklinik Heidelberg berufen, nachdem er der Klinik bereits zwei Jahre als Geschäftsführender Direktor vorgestanden hatte. Zu diesem Zeitpunkt hatte Auffarth bereits eine so hohe internationale Reputation in der Katarakt- und Refraktivchirurgie, dass er als einer von wenigen Ärzten aus der westlichen Welt 2006 eingeladen wurde, in Nordkorea als Augenchirurg tätig zu sein. Die Operation der Katarakt (Grauer Star) und die Entwicklung hochinnovativer Intraokularlinsen zur visuellen Rehabilitation nach dem Eingriff sind ein Schwerpunkt in Auffarths klinische und wissenschaftlicher Tätigkeit. Vor allem der Einsatz des Femtosekundenlasers in der Chirurgie des Grauen Stars steht im Fokus seiner ärztlichen Tätigkeit und seiner zahlreichen Publikationen.
Seit 2018 ist Auffarth Generalsekretär der Deutschsprachige Gesellschaft für Intraokularlinsen-Implantation, interventionelle und refraktive Chirurgie (DGII). Von 2012 bis 2016 war er Präsident der DGII.

## Schriften (Eine Auswahl)
- Gerd U. Auffarth, Eckhard Fabian, Mike Holzer: Kataraktchirurgie. Uni-Med Verlag 2016, ISBN 978-3-8374-2330-3
- Gerd U. Auffarth: Aktuelle Laseranwendungen in der refraktiven Chirurgie. Uni-Med Verlag 2004, ISBN 978-3-89599-806-5
- Gerd U. Auffarth, David J. Apple et al.: Foldable Intraocular Lenses: Evolution, Clinicopathologic Correlations, and Complications. Shark Publishers 2006.
- Zusammen mit Hengerer FH, Mittelbronn M, Hansmann ML, Conrad-Hengerer I.Femtosecond Laser-Assisted Capsulotomy: Histological Comparison of Four Different Laser Platforms. J Refract Surg. 2017 Oct 1;33(10):670-675.
- Zusammen mit Breyer DRH, Kaymak H, Ax T, Kretz FTA, Hagen PR.Multifocal Intraocular Lenses and Extended Depth of Focus Intraocular Lenses. Asia Pac J Ophthalmol (Phila). 2017 Jul-Aug;6(4):339-349.
- Zusammen mit Thomas BC, Fitting A, Khoramnia R, Rabsilber TM, Holzer MP.Long-term outcomes of intrastromal femtosecond laser presbyopia correction: 3-year results. Br J Ophthalmol. 2016 Nov;100(11):1536-1541
- Zusammen mit Attia MS, Khoramnia R, Linz K, Kretz FT.Near and intermediate reading performance of a diffractive trifocal intraocular lens using a reading desk. J Cataract Refract Surg. 2015 Dec;41(12):2707-14
- Zusammen mit Kretz FT, Bastelica A, Carreras H, Ferreira T, Müller M, Gerl M, Gerl R, Saeed M, Schmickler S.Clinical outcomes and surgeon assessment after implantation of a new diffractive multifocal toric intraocular lens. Br J Ophthalmol. 2015 Mar;99(3):405-11
- Zusammen mit Reddy KP, Kandulla J. Effectiveness and safety of femtosecond laser-assisted lens fragmentation and anterior capsulotomy versus the manual technique in cataract surgery. J Cataract Refract Surg. 2013 Sep;39(9):1297-306
- Zusammen mit Reddy KP, Ritter R, Holzer MP, Rabsilber TM. Comparison of the maximum applicable stretch force after femtosecond laser-assisted and manual anterior capsulotomy. J Cataract Refract Surg. 2013 Jan;39(1):105-9
- Zusammen mit Fitting A, Rabsilber TM, Holzer MP. Cataract surgery after previous femtosecond laser intrastromal presbyopia treatment. J Cataract Refract Surg. 2012 Jul;38(7):1293-7